# Roslyn Alexander
Roslyn Alexander (Chicago, Illinois, 1924. augusztus 22. – Chicago, Illinois, 2019. május 30.) amerikai színésznő.

## Filmjei
- Gyilkosság a toronyházban (Through Naked Eyes) (1983, tv-film)
- Fantomkép (The Naked Face) (1984)
- Bérelj zsarut! (Rent-a-Cop) (1987)
- Gyerekjáték (Child's Play) (1988)
- Missing Persons (1994, tv-sorozat, egy epizódban)
- Szabadnapos baba (Baby's Day Out) (1994)
- Chicago Hope kórház (Chicago Hope) (1997, tv-sorozat, egy epizódban)
- A kiválasztott – Az amerikai látnok (Early Edition) (1998, tv-sorozat, egy epizódban)
- Osso Bucco (2008)
- A túlvilág szülötte (The Unborn) (2009)
- Heart Shakey (2012)
- Túlképzetlenek (Underemployed) (2012, tv-film)
- Lángoló Chicago (Chicago Fire) (2016, 2019, tv-sorozat, két epizódban)
- Princess Cyd (2017)
- 30 Miles from Nowhere (2018)
- The Bobby Roberts Project (2018)